# Kostel svatého Václava (Loděnice)
Kostel svatého Václava v Loděnici je, spolu s barokní farou, dominantou loděnického náměstí.

## Historie
Na místě dnešního kostela byl v druhé polovině 12. století původně zbudován románský kostel bez věže, který byl na západní straně ukončen trojúhelníkovým štítem. Tento štít je dodnes dobře patrný na zdivu uvnitř věže, která byla vystavěna s odstupem několika let. V roce 1725 byl kostel přestavěn do dnešní barokní podoby.
V roce 1901 bylo ukončeno pohřbívání na starém hřbitově u kostela a byl zbudován nový hřbitov na kraji obce Loděnice.
Během první světové války musela farnost odevzdat kovové předměty pro válečné účely. Přišla tak o všechny zvony a byl dokonce sejmut i hromosvod z věže kostela. Podobný osud potkal kostel i během druhé světové války. Tehdy byly odevzdány kovové kříže z náhrobků na starém hřbitově a zničeny umělecké kovové předměty a litinové odlitky.

## Interiér
Interiér kostela zdobí obrazy Josefa Hellicha. Kazatelna a oltář pochází z řezbářské dílny Josefa Heidelberka. Na zdech kostela byly původně vyobrazeny výjevy z života sv. Václava, ty byly ale v roce 1870 nešetrně zabíleny.